# 세키야도정
세키야도정(関宿町)은 지바현 히가시카쓰시카 지역 히가시카쓰시카군에 속했던 정이다. 현재의 노다시에 해당한다.

## 개요
세키야도는 에도 시대에 시모사 국 도쿠가와 막부의 번주 세키야도 번의 중심지였다. 메이지 유신 이후 1889년 4월 1일에 세키야도 정이 성립되었다. 1895년과 1899년의 국경 조정으로 이바라키현과 사이타마현, 도네 강과 에도 강을 사이타마현에 빼앗겼다. 그러나 1955년 7월 20일에 인접한 후타가와 촌과 기마가세 촌을 합병하여 확장되었다. 1961년과 1999년에 이웃 도시인 노다 시와 약간의 국경 조정이 이루어졌다.

## 지리
지바 현의 서북부, 현의 최북단에 위치한다. 동쪽은 토네 강을 경계로 이바라키 현과 서쪽은 에도 강을 경계로 사이타마 현과 인접한다.두 개의 큰 하천에 끼여 지바현이 북쪽으로 가늘고 길게 뻗는 위치에 있으며, 북쪽 끝은 토네강과 에도강의 분류점으로 되어 있다. 원래 관동평야의 중심에 가까운 관숙은 군사상 요충지였으나 토네가와 본류와 에도가와의 분기점이 된 에도시대 이후에는 수운상의 요지로도 번성하였다. 그러나 교통의 주역이 수운에서 철도로 넘어가자 교통 거점으로서의 중요성은 급속히 저하되었다.

## 인구
1955년 7월 20일에 구·세키슈쿠 정, 후타가와 촌, 기마가세 촌의 3정 촌이 합병하여 성립할 당시에는 13,795명으로 순농촌 지대였다. 이후 1970년대 전반에 도쿄특별구의 베드타운으로 택지개발·공장의 진출이 진행되면서 도시 근교형 농촌이 되었다.피크시에는 3만 2000명을 넘었지만, 그 후에는 감소해, 노다시와의 편입 합병 전에는 약 3만 1000명이었다.

## 역사
- 1889년 4월 1일 - 정촌제 시행으로 히가시카쓰시가군 세키야도정이 성립하였다.
- 1955년 7월 20일 - 후타카와촌, 기마가세촌을 합병해 세키야도정이 신설하였다.
- 2003년 6월 6일 노다시에 편입되었다.